# 埃娃-莉萨·曼纳

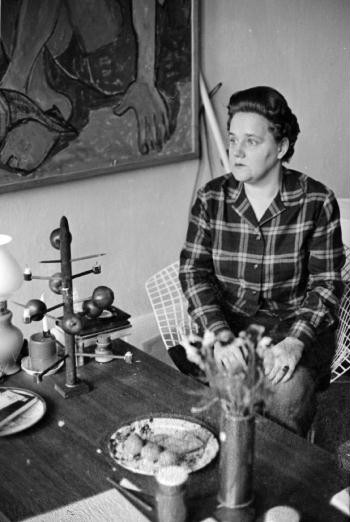
曼纳于1963年

埃娃-莉萨·曼纳（芬蘭語：Eeva-Liisa Manner，1921年12月5日—1995年7月7日），笔名为安娜·九月，芬兰女诗人、剧作家、翻译家、短篇小说家。她是20世纪50年代最受欢迎的芬兰现代主义诗人，也是第二次世界大战后芬兰最具影响力的现代主义诗人之一。

## 生平
1921年12月5日，埃娃-莉萨·曼纳出生于赫尔辛基。她曾说过：“我的青春期时代是在战争的阴影下度过的。”她17岁时，正值苏联入侵芬兰的冬季战争。1939年11月30日，苏联开始轰炸她的家乡维堡，并且把那里炸成了一片废墟。在战争进行期间，维堡成了一片荒野。她在一篇文章中说过，她从十岁起就曾梦到过维堡被炸毁，她认为人类的时间观念是有错误的，所有现在发生的事情其实早就在另一个时空中进行过了。
她长期居住在国外，使用芬兰语来写作，一生出版了二十几部原创的诗集、戏剧集和小说（集）。她使用笔名，这个笔名叫做安娜·九月（Anna September）。1944年，她出版了第一部诗集，名为《黑与红》（Mustaa ja punaista）。1949年，她出版了第二部诗集《像风又像云》（Kuin tuuli ja pilvi）。1956年，她出版了一部名叫《这次旅行》（Tämä matka）的诗集。这三部诗集为她赢得了广大的读者。1968年，她的另一部代表作诗集《华氏121度》。1967年，她获得了韦伊诺·林纳奖。
她也是一名翻译家，翻译的面很广，既有古典文学，又有现代文学，包括威廉·莎士比亚、赫尔曼·黑塞、弗兰茨·卡夫卡。她获得过翻译奖。
她还很喜欢划船，她有很多张划船时拍的照片。
1997年，《曼纳诗歌精选》（英译本）出版，这是她最具影响力的英译本。
曼纳于1995年在坦佩雷去世。
　　

## 评价与影响
埃娃-莉萨·曼纳被认为是20世纪50年代最受欢迎的芬兰现代主义诗人，也是颇有成就的剧作家、短篇小说家和翻译家。她的诗歌很内向，然而也常常涉及社会与政治问题。她的诗歌是她最有创新精神的文学体裁。她的作品已被翻译成了多国语言，中文译者主要是北岛。

## 作品

### 诗集
| - 1944 《黑与红》（Mustaa ja punaista） - 1949 Kuin tuuli ja pilvi - 1956 《这次旅行》（Tämä matka） - 1960 Orfiset laulut - 1964 Niin vaihtuivat vuoden ajat - 1966 Kirjoitettu kivi | - 1968 《华氏121度》Fahrenheit 121 - 1968和1980 Jos suru savuaisi. Elokuun runot ja muitakin. - 1985 Kamala kissa ja Katinperän lorut - 1988 Hevonen minun veljeni. Hevosrunot 1956–1976. - 1999 Kirkas, hämärä, kirkas: Kootut runot. Toimittanut Tuula Hökkä. （遗作） 由Tammi出版社出版 ISBN 951-31-1291-8. |

### 短篇小说集
- 1957 Kävelymusiikkia pienille virtahevoille ja muita harjoituksia
- 2003 Kävelymusiikkia: Proosateokset （遗作） 由Tammi出版社出版

### 剧本
| - 1959（上演年份，下同） Eros ja Psykhe - 1964-1965 Uuden vuoden yö - 1966 Toukokuun lumi - 1968和2003 Poltettu oranssi | - 1969 Varjoon jäänyt unien lähde - 1970 Vuorilla sataa aina（广播剧） - 1971 Sonaatti - 1982 Kauhukakara ja Superkissa. Kissaleikki. |

### 译作
- 1964 《莎士比亚、黑塞、卡夫卡精选集》Muun muassa Shakespearea, Hesseä ja Kafkaa.（获奖）